# Malaya taeniarostris
Malaya taeniarostris är en tvåvingeart som först beskrevs av Theobald 1911.  Malaya taeniarostris ingår i släktet Malaya och familjen stickmyggor. Inga underarter finns listade i Catalogue of Life.